# 愛敬グループ
愛敬グループ（エギョングループ）は、1950年に設立されたとする財閥系会社。会長はチャン・ヨンシン。創業からの事業である石鹸を中心とした中堅財閥となっている。

## 歴史
- 1950年 - 大隆産業株式会社を設立。
- 1954年 - 愛敬油脂工業株式会社を設立。
- 1956年 - 永登浦工場竣工。
- 1956年 - 国内初の石鹸 美香石鹸発売。
- 1966年 - 国内初の食器用洗剤（英語版） トリオ発売。
- 1970年 - チャン・ヨンシン 代表取締役就任。
- 1970年 - 三敬化成株式会社を設立。
- 1985年 - 愛敬産業（朝鮮語版）を設立。
- 2004年 - 新CI採用。
- 2005年 - チェジュ航空を設立。

## グループ構成企業
- AKホールディングス（朝鮮語版）
- 愛敬産業（朝鮮語版）（旧・愛敬油脂工業）
  - 愛敬S.T.
- 愛敬油化（朝鮮語版）（旧・三敬化成）
- 愛敬化学
- AKケムテック
- チェジュ航空
- ネオファーム
- エイテック
- 愛敬P&T（旧・愛敬工業）